# Pi1 Gruis

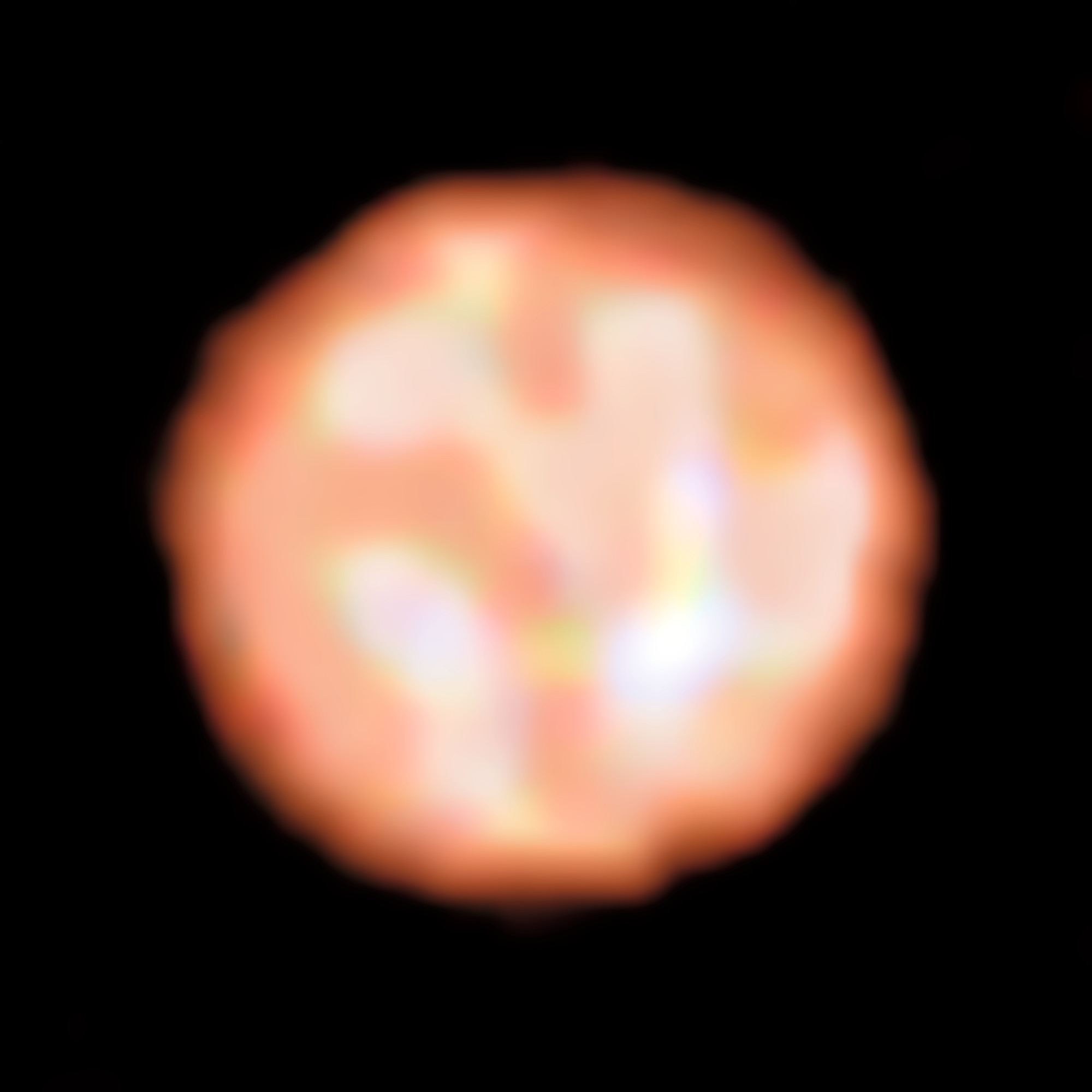
Estrela Pi1 Gruis: o super-telescópio PIONIER revela as células convectivas que constituem a superfície desta enorme estrela. Cada célula mede cerca de 120 milhões de quilómetros de diâmetro.

Pi1 Gruis (π1 Gru / 161 Gruis / HD 212087) é uma estrela variável na constelação de Grus, de magnitude aparente média +6,14. Compartilha a denominação de Bayer Pi com π2 Gruis, se bem que ambas as estrelas não estejam fisicamente relacionadas. Pi1 Gruis encontra-se a 498 anos-luz do Sistema Solar.
Pi1 Gruis é uma estrela do tipo S catalogada como S5,7e.
É uma variável semirregular cujo brilho varia entre a magnitude +5,4 e +6,7 num ciclo de 150 dias.
Junto com R Andromedae e R Cygni foi eleita como um dos protótipos da classe espectral S
e é uma das estrelas mais brilhantes deste grupo.
Pode ter um tamanho tão grande como 694 raios solares, equivalente a 3,2 UA, sendo a sua magnitude absoluta bolométrica -5,75.
De acordo com a sua posição nos diagramas cor-cor em infravermelho, Pi1 Gruis entra na subclasse C dentro das estrelas intrinsecamente S, que inclui estrelas com uma densa envoltura circumestelar rica em oxigénio. Pi1 Gruis está classificada como E (emissão de silicato) e SE (emissão de poeira de silicato rico em oxigénio).
As observações de espectroscopia e interferometria concordam com a existência de una fina envoltura de poeira localizada a uma distância de 14 vezes o raio estelar. Com uma temperatura de 700 K, seria formada por partículas compostas por cerca de 70% de silicato e uns 30% de alumínio amorfo. Pode existir uma segunda envoltura de H2O+SiO a 1000 K estendendo-se desde a fotosfera da estrela até 4,4 raios estelares.
Pi1 Gruis provavelmente forma um sistema binário com uma anã amarela de tipo G0V e magnitude +10,9. Visualmente a 2,71 segundos de arco, não se observou variação na separação durante mais de um século.